# Талант (видавництво)
«Талант» — українське книжкове видавництво, засноване 1998 року в Харкові. Основним напрямом діяльності є видання дитячої літератури, орієнтованої на вікові групи від народження до старшого шкільного віку.

## Проекти
У 2014 році видавництво «Талант» започаткувало ексклюзивний проект — етнографічну серію книг, що знайомить дітей з багатою культурною спадщиною українців, міфологією, традиціями, легендами, календарними святами, видатними постатями і героями.Народознавчу тематику представили книги: 
«Колядки, щедрівки, засіванки» — збірка народних пісень Різдвяного циклу з розповідями про кожне свято. 
«Легенди, казки та перекази українців» — унікальна збірка найцікавіших міфів з праць П. Чубинського, П. Куліша, Б. Грінченка, О. Воропая та інших видатних етнографів.  
«Зростаємо українцями» — енциклопедія України з великою картою-плакатом, що розповідає про звичаї і побут українського народу, фольклор, давню історію та головні символи незалежної України. 
«Різдвяна книжка» — велике подарункове видання на картоні з об’ємним вертепом, присвячене історії Різдва, народним традиціям, співам і святкуванню подій від Народження Христа до Водохреща.  
«Легенди про козаків»  — авторські казки Еліни Заржицької, стилізовані під народні оповідки. 

## Про авторів
В авторському колективі видавництва «Талант» згуртувалися талановиті українські та іноземні письменники різних поколінь, серед яких:
- Валерій Горбачов (США), ілюстратор та письменник, відомий за журналами «Веселі картинки» та «Мурзилка», автор історій-коміксів про поросятко Хрюшу.
- Марлізе Арольд (Німеччина), автор популярних підліткових творів, зокрема магічної серії «Чародійки».
- Фабіан Ленк (Німеччина), автор серії гостросюжетних книг-квестів «1000 пригод».
- Дмитро Кузьменко (псевдонім Кузько Кузякін), український дитячий письменник.
- Іра Бова — українська письменниця, поетка, авторка першої книжки на тему секстингу "Хаппі та її суперсила".
- Валерій та Наталя Лапікури — автори детективних історій для дітей.
- Володимир Верховень — український поет, перекладач.
- Любов Яковенко — дитячий поет, письменник, методист.
- Рінат Курмашев — дитячий поет.
- Еліна Заржицька — дипломант Всеукраїнського конкурсу «Коронація слова» за роман для дітей «Китеня Тимко».

## Про визнання
На Львівському форумі видавців 2007 року серія навчальних видань для малят «Чарівний шнурок» та книга «Найцікавіше про Україну» отримали найвищі нагороди — шкіряні грамоти.[джерело?]
На Всеукраїнському конкурсі «Краща книга України-2013», м. Київ, видавництво «Талант» здобуло одразу дві перемоги в номінації «Світ дитинства»:
- дипломом і почесним призом від Держкомтелерадіо — «Кришталева книга» відзначено видання «Казки для малюків»[джерело?]
- дипломом ІІІ ступеня відзначено навчальне видання «ENGLISH для дітей».[джерело?]

На Міжнародному форумі видавців в Ашхабаді у 2013 р. видавництво «Талант» було відзначено дипломом 2-го ступеня в номінації «Найкраща дитяча книга». Книгою-призером стало навчальне видання для дошкільнят «ENGLISH для дітей».[джерело?]

## Ілюстратори
Видавництво активно співпрацює з українськими ілюстраторами, серед яких: Олександр Бронзель, Катерина Бабок, Леонід Гамарц, Олена Гарбуз, Сергій Демидюк, Олена Желєзняк, Олеся Магеровська, Юлія Макучкіна, Олена Рибакова, Наталія Рудіян, Надія Стельмах, Наталія Шерстюк та ін.[джерело?]

## Участь у виставках
Видавництво «Талант» співпрацює з провідними видавництвами Європи, здобуває досвід інноваційних технологій в галузі книговидання в різних країнах Європи, зокрема в Німеччині, бере участь в українських щорічних книжкових виставках-ярмарках:
- Міжнародному книжковому Форумі видавців [Архівовано 17 березня 2016 у Wayback Machine.], м. Львів.
- Міжнародній книжковій виставці-ярмарку «Зелена хвиля», м. Одеса.
- Міжнародному форумі Baby Expo, м. Київ.
- Книжковому Арсеналі [Архівовано 1 квітня 2022 у Wayback Machine.], м. Київ.
- Львівському дитячому форумі та інших книжкових заходах.